# Tour de Francia 2011
La 98.ª edición del Tour de Francia se disputó del 2 al 24 de julio de 2011. Constó de 21 etapas para completar un recorrido total de 3452 km, incluyendo 65,5 km contrarreloj repartidos en dos etapas (una de ellas por equipos), desde el Paso del Gois (departamento de Vendée) hasta el clásico final de los Campos Elíseos en París.
En esta edición de la ronda gala se rindió homenaje al puerto del Galibier, ya que en 2011 se cumplieron 100 años de su primer paso, en 1911.
Al contrario de lo que suele ser habitual, comenzó con una etapa en línea de 191 km con un inicio neutralizado por el Paso del Gois, y además acabando la etapa en una pequeña cota de 4.ª categoría en Mont des Alouettes.
Participaron 198 ciclistas, repartidos en 22 equipos, de los que lograron terminar 167.
El ganador de la carrera fue Cadel Evans (quien además se hizo con una etapa), tras superar fácilmente a Andy Schleck (segundo) en la contrarreloj de la penúltima etapa. Completó el podio Frank Schleck (compañero de equipo de Andy), tercero, siendo la primera vez en la historia del Tour que dos hermanos estuvieron en el podio final.
En las clasificaciones y premios secundarios Mark Cavendish (puntos, al ganar cinco etapas), Samuel Sánchez (montaña), Pierre Rolland (jóvenes), Garmin-Cervélo (equipos) y Jérémy Roy (combatividad). El corredor con más victorias fue el mencionado Mark Cavendish con cinco, todas ellas al sprint; también destacaron los noruegos Edvald Boasson Hagen y Thor Hushovd con dos victorias cada uno.

## Equipos participantes
Iban a participar los 18 equipos de categoría UCI ProTour (al tener obligada y asegurada su participación), más probablemente 4 de categoría Profesional Continental invitados por la organización que todos los pronósticos indicaban que saldrían entre los equipos del Cofidis, le Crédit en Ligne, FDJ, Team Europcar, Saur-Sojasun y Geox-TMC; detrás de estos, con opciones remotas de invitación, se situaron el Bretagne-Schuller y Skil-Shimano. Finalmente de los 5 equipos con más opciones se quedó fuera el Geox-TMC, invitando así a todos los equipos franceses con opción a participar excepto al Bretagne-Schuller (al tener que quedarse uno fuera al solo poder invitar a 4). Al igual que el pasado año se quedó fuera el equipo francés novato en la categoría Profesional Continental.
Tras esta selección tomaron parte en la carrera 22 equipos: Los 18 de categoría ProTour; más 4 franceses de categoría Profesional Continental (Cofidis, le Crédit en Ligne, FDJ, Team Europcar y Saur-Sojasun). Formando así un pelotón de 198 ciclistas, con 9 corredores cada equipo (cerca del límite de 200 establecido para carreras profesionales), de los que acabaron 167. Los equipos participantes fueron:
| ProTeams (18)- Ag2r La Mondiale - Astana - BMC Racing Team - Euskaltel-Euskadi - Garmin-Cervélo - HTC-Highroad - Katusha - Lampre-ISD - Leopard-Trek - Liquigas-Cannondale - Movistar Team - Omega Pharma-Lotto - Quick Step Cycling Team - Rabobank - Team RadioShack - Saxo Bank-Sungard - Sky ProCycling - Vacansoleil-DCM Equipos continentales profesionales (4)- Cofidis, le Crédit en Ligne - FDJ - Team Europcar - Saur-Sojasun |
| |

Dos ciclistas hicieron historia en este Tour. Por una parte Andrey Amador (Movistar Team) y por otra Yohann Gène (Team Europcar) que se convirtieron en el primer centroaméricano y el primer negro, respectivamente, que disputaron la ronda gala. Logrando acabar ambos la carrera.

## Etapas
| Etapa      | Fecha     | Recorrido                               | type                     | Distancia (km) | Ganador              | Líder            |
| ---------- | --------- | --------------------------------------- | ------------------------ | -------------- | -------------------- | ---------------- |
| 1.ª etapa  | 2 de jul  | Paso del Gois – Mont des Alouettes      | etapa llana              | 191,5          | Philippe Gilbert     | Philippe Gilbert |
| 2.ª etapa  | 3 de jul  | Les Essarts – Les Essarts               | contrarreloj por equipos | 23             | Garmin-Cervélo       | Thor Hushovd     |
| 3.ª etapa  | 4 de jul  | Olonne-sur-Mer – Redon                  | etapa llana              | 198            | Tyler Farrar         | Thor Hushovd     |
| 4.ª etapa  | 5 de jul  | Lorient – Mûr-de-Bretagne               | etapa llana              | 172,5          | Cadel Evans          | Thor Hushovd     |
| 5.ª etapa  | 6 de jul  | Carhaix-Plouguer – Landes Du Cap Frehel | etapa llana              | 164,5          | Mark Cavendish       | Thor Hushovd     |
| 6.ª etapa  | 7 de jul  | Dinan – Lisieux                         | etapa llana              | 226,5          | Edvald Boasson Hagen | Thor Hushovd     |
| 7.ª etapa  | 8 de jul  | Le Mans – Châteauroux                   | etapa llana              | 218            | Mark Cavendish       | Thor Hushovd     |
| 8.ª etapa  | 9 de jul  | Aigurande – Super-Besse                 | etapa de media montaña   | 189            | Rui Alberto Costa    | Thor Hushovd     |
| 9.ª etapa  | 10 de jul | Issoire – Saint-Flour                   | etapa de media montaña   | 208            | Luis León Sánchez    | Thomas Voeckler  |
| 10.ª etapa | 12 de jul | Aurillac – Carmaux                      | etapa llana              | 158            | André Greipel        | Thomas Voeckler  |
| 11.ª etapa | 13 de jul | Blaye-les-Mines – Lavaur                | etapa llana              | 167,5          | Mark Cavendish       | Thomas Voeckler  |
| 12.ª etapa | 14 de jul | Cugnaux – Luz-Ardiden                   | etapa de montaña         | 211            | Samuel Sánchez       | Thomas Voeckler  |
| 13.ª etapa | 15 de jul | Pau – Lourdes                           | etapa de montaña         | 152,5          | Thor Hushovd         | Thomas Voeckler  |
| 14.ª etapa | 16 de jul | Saint-Gaudens – Plateau de Beille       | etapa de montaña         | 168,5          | Jelle Vanendert      | Thomas Voeckler  |
| 15.ª etapa | 17 de jul | Limoux – Montpellier                    | etapa llana              | 192,5          | Mark Cavendish       | Thomas Voeckler  |
| 16.ª etapa | 19 de jul | Saint-Paul-Trois-Châteaux – Gap         | etapa de media montaña   | 162,5          | Thor Hushovd         | Thomas Voeckler  |
| 17.ª etapa | 20 de jul | Gap – Pinerolo                          | etapa de montaña         | 179            | Edvald Boasson Hagen | Thomas Voeckler  |
| 18.ª etapa | 21 de jul | Pinerolo – Col du Galibier              | etapa de montaña         | 200,5          | Andy Schleck         | Thomas Voeckler  |
| 19.ª etapa | 22 de jul | Modane – Alpe d'Huez                    | etapa de montaña         | 109,5          | Pierre Rolland       | Andy Schleck     |
| 20.ª etapa | 23 de jul | Grenoble – Grenoble                     | contrarreloj individual  | 42,5           | Tony Martin          | Cadel Evans      |
| 21.ª etapa | 24 de jul | Créteil – Avenida de los Campos Elíseos | etapa llana              | 95             | Mark Cavendish       | Cadel Evans      |

## Clasificaciones finales
La clasificación general concluyó de la siguiente forma:

### Clasificación general

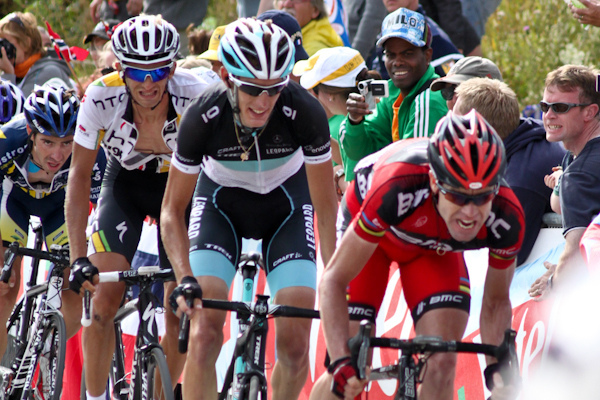
Cadel Evans y Andy Schleck en el Alpe d'Huez.

| \| Clasificación general \| Clasificación general \| Clasificación general \| Clasificación general \| Clasificación general \| \| Ciclista \| Ciclista \| Equipo \| Tiempo \| \| \| --------------------- \| ---------------------- \| --------------------------- \| --------------------- \| --------------------- \| \| 1.º \| Cadel Evans \| BMC Racing Team \| 86 h 12 min 22 s \| \| \| 2.º \| Andy Schleck \| Leopard-Trek \| + 1 min 34 s \| \| \| 3.º \| Fränk Schleck \| Leopard-Trek \| + 2 min 30 s \| \| \| 4.º \| Thomas Voeckler \| Team Europcar \| + 3 min 20 s \| \| \| 5.º \| Alberto Contador \| Saxo Bank-Sungard \| DES \| \| \| 5.º \| Samuel Sánchez \| Euskaltel-Euskadi \| + 4 min 55 s \| \| \| 6.º \| Damiano Cunego \| Lampre-ISD \| + 6 min 05 s \| \| \| 7.º \| Ivan Basso \| Liquigas-Cannondale \| + 7 min 23 s \| \| \| 8.º \| Tom Danielson \| Garmin-Cervélo \| + 8 min 15 s \| \| \| 9.º \| Jean-Christophe Péraud \| AG2R La Mondiale \| + 10 min 11 s \| \| \| 10.º \| Pierre Rolland \| Team Europcar \| + 10 min 43 s \| \| \| 11.º \| Rein Taaramäe \| Cofidis, le Crédit en Ligne \| + 11 min 29 s \| \| \| 12.º \| Kevin De Weert \| Quick Step \| + 16 min 29 s \| \| \| 13.º \| Jérôme Coppel \| Saur-Sojasun \| + 18 min 36 s \| \| \| 14.º \| Arnold Jeannesson \| FDJ \| + 21 min 20 s \| \| \| 15.º \| Haimar Zubeldia \| Team RadioShack \| + 26 min 23 s \| \| \| 16.º \| Christian Vande Velde \| Garmin-Cervélo \| + 27 min 12 s \| \| \| 17.º \| Ryder Hesjedal \| Garmin-Cervélo \| + 27 min 14 s \| \| \| 18.º \| Peter Velits \| HTC-Highroad \| + 28 min 54 s \| \| \| 19.º \| Jelle Vanendert \| Omega Pharma-Lotto \| + 32 min 41 s \| \| \| 20.º \| Rob Ruijgh \| Vacansoleil-DCM \| + 33 min 04 s \| \| |                        |                             |                  |
| |                        |                             |                  |
| Fuente: ProCyclingStats |                        |                             |                  |
| Clasificación general |                        |                             |                  |
| Ciclista | Ciclista               | Equipo                      | Tiempo           |
| 1.º | Cadel Evans            | BMC Racing Team             | 86 h 12 min 22 s |
| 2.º | Andy Schleck           | Leopard-Trek                | + 1 min 34 s     |
| 3.º | Fränk Schleck          | Leopard-Trek                | + 2 min 30 s     |
| 4.º | Thomas Voeckler        | Team Europcar               | + 3 min 20 s     |
| 5.º | Alberto Contador       | Saxo Bank-Sungard           | DES              |
| 5.º | Samuel Sánchez         | Euskaltel-Euskadi           | + 4 min 55 s     |
| 6.º | Damiano Cunego         | Lampre-ISD                  | + 6 min 05 s     |
| 7.º | Ivan Basso             | Liquigas-Cannondale         | + 7 min 23 s     |
| 8.º | Tom Danielson          | Garmin-Cervélo              | + 8 min 15 s     |
| 9.º | Jean-Christophe Péraud | AG2R La Mondiale            | + 10 min 11 s    |
| 10.º | Pierre Rolland         | Team Europcar               | + 10 min 43 s    |
| 11.º | Rein Taaramäe          | Cofidis, le Crédit en Ligne | + 11 min 29 s    |
| 12.º | Kevin De Weert         | Quick Step                  | + 16 min 29 s    |
| 13.º | Jérôme Coppel          | Saur-Sojasun                | + 18 min 36 s    |
| 14.º | Arnold Jeannesson      | FDJ                         | + 21 min 20 s    |
| 15.º | Haimar Zubeldia        | Team RadioShack             | + 26 min 23 s    |
| 16.º | Christian Vande Velde  | Garmin-Cervélo              | + 27 min 12 s    |
| 17.º | Ryder Hesjedal         | Garmin-Cervélo              | + 27 min 14 s    |
| 18.º | Peter Velits           | HTC-Highroad                | + 28 min 54 s    |
| 19.º | Jelle Vanendert        | Omega Pharma-Lotto          | + 32 min 41 s    |
| 20.º | Rob Ruijgh             | Vacansoleil-DCM             | + 33 min 04 s    |

### Clasificación por puntos
La clasificación por puntos concluyó de la siguiente forma:
| Clasificación por puntos | Clasificación por puntos | Clasificación por puntos | Clasificación por puntos | Clasificación por puntos |
| Ciclista                 | Ciclista                 | Equipo                   | Puntos                   |                          |
| ------------------------ | ------------------------ | ------------------------ | ------------------------ | ------------------------ |
| 1.º                      | Mark Cavendish           | HTC-Highroad             | 334 pts                  |                          |
| 2.º                      | José Joaquín Rojas       | Movistar Team            | 272 pts                  |                          |
| 3.º                      | Philippe Gilbert         | Omega Pharma-Lotto       | 236 pts                  |                          |
| 4.º                      | Cadel Evans              | BMC Racing Team          | 208 pts                  |                          |
| 5.º                      | Thor Hushovd             | Garmin-Cervélo           | 195 pts                  |                          |
| 6.º                      | Edvald Boasson Hagen     | Team Sky                 | 192 pts                  |                          |
| 7.º                      | André Greipel            | Omega Pharma-Lotto       | 160 pts                  |                          |
| 8.º                      | Tyler Farrar             | Garmin-Cervélo           | 127 pts                  |                          |
| 9.º                      | Samuel Sánchez           | Euskaltel-Euskadi        | 105 pts                  |                          |
| 10.º                     | Alberto Contador         | Saxo Bank-Sungard        | DES                      |                          |
| 10.º                     | Jérémy Roy               | FDJ                      | 104 pts                  |                          |

### Clasificación de la montaña

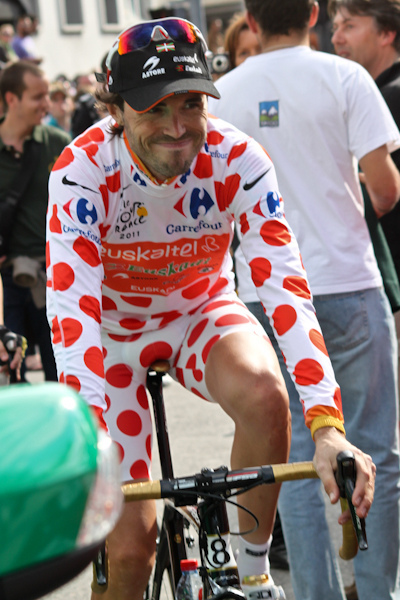
Samuel Sánchez, ganador de la clasificación de la montaña.

La clasificación de la montaña concluyó de la siguiente forma:
| Clasificación de la montaña | Clasificación de la montaña | Clasificación de la montaña | Clasificación de la montaña | Clasificación de la montaña |
| Ciclista                    | Ciclista                    | Equipo                      | Puntos                      |                             |
| --------------------------- | --------------------------- | --------------------------- | --------------------------- | --------------------------- |
| 1.º                         | Samuel Sánchez              | Euskaltel-Euskadi           | 108 pts                     |                             |
| 2.º                         | Andy Schleck                | Leopard-Trek                | 98 pts                      |                             |
| 3.º                         | Jelle Vanendert             | Omega Pharma-Lotto          | 74 pts                      |                             |
| 4.º                         | Cadel Evans                 | BMC Racing Team             | 58 pts                      |                             |
| 5.º                         | Fränk Schleck               | Leopard-Trek                | 56 pts                      |                             |
| 6.º                         | Alberto Contador            | Saxo Bank-Sungard           | DES                         |                             |
| 6.º                         | Jérémy Roy                  | FDJ                         | 45 pts                      |                             |
| 7.º                         | Pierre Rolland              | Team Europcar               | 44 pts                      |                             |
| 8.º                         | Maxim Iglinskiy             | Astana                      | 40 pts                      |                             |
| 9.º                         | Johnny Hoogerland           | Vacansoleil-DCM             | 40 pts                      |                             |
| 10.º                        | Sylvain Chavanel            | Quick Step                  | 38 pts                      |                             |

### Clasificación de los jóvenes

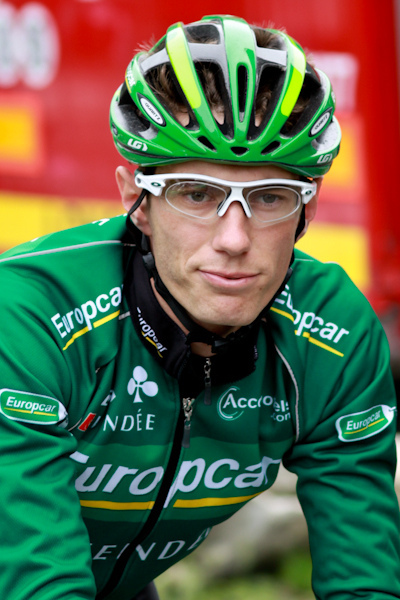
Pierre Rolland, el mejor joven del Tour 2011.

La clasificación de los jóvenes concluyó de la siguiente forma:
| Clasificación del mejor joven | Clasificación del mejor joven | Clasificación del mejor joven | Clasificación del mejor joven | Clasificación del mejor joven |
| Ciclista                      | Ciclista                      | Equipo                        | Tiempo                        |                               |
| ----------------------------- | ----------------------------- | ----------------------------- | ----------------------------- | ----------------------------- |
| 1.º                           | Pierre Rolland                | Team Europcar                 | 86 h 23 min 05 s              |                               |
| 2.º                           | Rein Taaramäe                 | Cofidis, le Crédit en Ligne   | + 46 s                        |                               |
| 3.º                           | Jérôme Coppel                 | Saur-Sojasun                  | + 7 min 53 s                  |                               |
| 4.º                           | Arnold Jeannesson             | FDJ                           | + 10 min 37 s                 |                               |
| 5.º                           | Rob Ruijgh                    | Vacansoleil-DCM               | + 22 min 21 s                 |                               |
| 6.º                           | Rigoberto Urán                | Team Sky                      | + 32 min 05 s                 |                               |
| 7.º                           | Geraint Thomas                | Team Sky                      | + 50 min 05 s                 |                               |
| 8.º                           | Robert Gesink                 | Rabobank                      | + 54 min 26 s                 |                               |
| 9.º                           | Cyril Gautier                 | Team Europcar                 | + 1 h 17 min 00 s             |                               |
| 10.º                          | Andrey Zeits                  | Astana                        | + 1 h 21 min 05 s             |                               |

### Clasificación por equipos
La clasificación por equipos concluyó de la siguiente forma:
| Clasificación por equipos | Clasificación por equipos   | Clasificación por equipos | Clasificación por equipos |
| Equipo                    | Equipo                      | Tiempo                    |                           |
| ------------------------- | --------------------------- | ------------------------- | ------------------------- |
| 1.º                       | Garmin-Cervélo              | 258 h 18 min 49 s         |                           |
| 2.º                       | Leopard-Trek                | + 11 min 04 s             |                           |
| 3.º                       | Ag2r La Mondiale            | + 11 min 20 s             |                           |
| 4.º                       | Team Europcar               | + 41 min 53 s             |                           |
| 5.º                       | Euskaltel-Euskadi           | + 52 min 00 s             |                           |
| 6.º                       | Sky ProCycling              | + 58 min 24 s             |                           |
| 7.º                       | Katusha                     | + 1 h 09 min 39 s         |                           |
| 8.º                       | Saxo Bank-Sungard           | + 1 h 16 min 12 s         |                           |
| 9.º                       | FDJ                         | + 1 h 30 min 16 s         |                           |
| 10.º                      | Cofidis, le Crédit en Ligne | + 1 h 47 min 29 s         |                           |

## Evolución de las clasificaciones
| Etapa                   |                          | Ganador _            | Clasificación general | Puntos             | Montaña            | Jóvenes           | Combatividad                          | Equipo             |
| ----------------------- | ------------------------ | -------------------- | --------------------- | ------------------ | ------------------ | ----------------- | ------------------------------------- | ------------------ |
| 1.ª etapa               | etapa llana              | Philippe Gilbert     | Philippe Gilbert      | Philippe Gilbert   | Philippe Gilbert   | Geraint Thomas    | Perrig Quéméneur                      | Omega Pharma-Lotto |
| 2.ª etapa               | contrarreloj por equipos | Garmin-Cervélo       | Thor Hushovd          | Philippe Gilbert   | Philippe Gilbert   | Geraint Thomas    | no otorgado                           | Garmin-Cervélo     |
| 3.ª etapa               | etapa llana              | Tyler Farrar         | Thor Hushovd          | José Joaquín Rojas | Philippe Gilbert   | Geraint Thomas    | Mickaël Delage                        | Garmin-Cervélo     |
| 4.ª etapa               | etapa llana              | Cadel Evans          | Thor Hushovd          | José Joaquín Rojas | Cadel Evans        | Geraint Thomas    | Jérémy Roy                            | Garmin-Cervélo     |
| 5.ª etapa               | etapa llana              | Mark Cavendish       | Thor Hushovd          | Philippe Gilbert   | Cadel Evans        | Geraint Thomas    | Iván Gutiérrez                        | Garmin-Cervélo     |
| 6.ª etapa               | etapa llana              | Edvald Boasson Hagen | Thor Hushovd          | Philippe Gilbert   | Johnny Hoogerland  | Geraint Thomas    | Adriano Malori                        | Garmin-Cervélo     |
| 7.ª etapa               | etapa llana              | Mark Cavendish       | Thor Hushovd          | José Joaquín Rojas | Johnny Hoogerland  | Robert Gesink     | Yannick Talabardon                    | Garmin-Cervélo     |
| 8.ª etapa               | etapa de media montaña   | Rui Alberto Costa    | Thor Hushovd          | Philippe Gilbert   | Tejay van Garderen | Robert Gesink     | Tejay van Garderen                    | Garmin-Cervélo     |
| 9.ª etapa               | etapa de media montaña   | Luis León Sánchez    | Thomas Voeckler       | Philippe Gilbert   | Johnny Hoogerland  | Robert Gesink     | Johnny Hoogerland Juan Antonio Flecha | Team Europcar      |
| 10.ª etapa              | etapa llana              | André Greipel        | Thomas Voeckler       | Philippe Gilbert   | Johnny Hoogerland  | Robert Gesink     | Marco Marcato                         | Team Europcar      |
| 11.ª etapa              | etapa llana              | Mark Cavendish       | Thomas Voeckler       | Mark Cavendish     | Johnny Hoogerland  | Robert Gesink     | Mickaël Delage                        | Team Europcar      |
| 12.ª etapa              | etapa de montaña         | Samuel Sánchez       | Thomas Voeckler       | Mark Cavendish     | Samuel Sánchez     | Arnold Jeannesson | Geraint Thomas                        | Leopard-Trek       |
| 13.ª etapa              | etapa de montaña         | Thor Hushovd         | Thomas Voeckler       | Mark Cavendish     | Jérémy Roy         | Arnold Jeannesson | Jérémy Roy                            | Garmin-Cervélo     |
| 14.ª etapa              | etapa de montaña         | Jelle Vanendert      | Thomas Voeckler       | Mark Cavendish     | Jelle Vanendert    | Rigoberto Urán    | Sandy Casar                           | Leopard-Trek       |
| 15.ª etapa              | etapa llana              | Mark Cavendish       | Thomas Voeckler       | Mark Cavendish     | Jelle Vanendert    | Rigoberto Urán    | Niki Terpstra                         | Leopard-Trek       |
| 16.ª etapa              | etapa de media montaña   | Thor Hushovd         | Thomas Voeckler       | Mark Cavendish     | Jelle Vanendert    | Rigoberto Urán    | Mijaíl Ignátiev                       | Garmin-Cervélo     |
| 17.ª etapa              | etapa de montaña         | Edvald Boasson Hagen | Thomas Voeckler       | Mark Cavendish     | Jelle Vanendert    | Rigoberto Urán    | Rubén Pérez Moreno                    | Garmin-Cervélo     |
| 18.ª etapa              | etapa de montaña         | Andy Schleck         | Thomas Voeckler       | Mark Cavendish     | Jelle Vanendert    | Rein Taaramäe     | Andy Schleck                          | Garmin-Cervélo     |
| 19.ª etapa              | etapa de montaña         | Pierre Rolland       | Andy Schleck          | Mark Cavendish     | Samuel Sánchez     | Pierre Rolland    | Alberto Contador                      | Garmin-Cervélo     |
| 20.ª etapa              | contrarreloj individual  | Tony Martin          | Cadel Evans           | Mark Cavendish     | Samuel Sánchez     | Pierre Rolland    | no otorgado                           | Garmin-Cervélo     |
| 21.ª etapa              | etapa llana              | Mark Cavendish       | Cadel Evans           | Mark Cavendish     | Samuel Sánchez     | Pierre Rolland    | Jérémy Roy                            | Garmin-Cervélo     |
| Clasificaciones finales | Clasificaciones finales  |                      | Cadel Evans           | Mark Cavendish     | Samuel Sánchez     | Pierre Rolland    | Jérémy Roy                            | Garmin-Cervélo     |

## Caídas
Este Tour se caracterizó por las numerosas caídas las más destacables antes de la 10.ª etapa, antes de llegar la alta montaña, que afectaron a hombres importantes para la clasificación general, como el inglés Bradley Wiggins, que se rompió la clavícula (en la 7.ª etapa). El kazajo Alexandre Vinokourov, que se fracturó el fémur, o el belga Jurgen Van den Broeck, con fractura de omóplato (en la 9.ª etapa).
Además, en esa misma 9.ª etapa, un coche de la televisión pública francesa arrolló a dos corredores en la novena etapa, Juan Antonio Flecha y Johnny Hoogerland, mientras iban en la escapada del día. El ciclista holandés salió despedido contra una valla de alambre espino y tuvo que recibir 33 puntos de sutura. El coche causante del incidente fue expulsado por la organización.

## Dopaje
El 11 de julio el ciclista ruso Aleksandr Kolobnev dio positivo en un control antidopaje realizado el 6 de julio por hidroclorotiazida. La hidroclorotiazida tiene propiedades diuréticas y sirve para enmascarar otros productos.

## Repesca de corredores
En dos etapas consecutivas, la organización repescó a un gran número de corredores que arribaron a meta pasado el tiempo límite permitido. En la 18.ª con final en el Col du Galibier, un grupo de 89 ciclistas llegó a 35' 40" del ganador Andy Schleck cuando el tiempo máximo permitido era 33' 07". En la 19.ª etapa que finalizó en el Alpe d'Huez fueron 72 los corredores que llegaron después del límite, aunque solo por 18".
Como sucede habitualmente, en estos grupos arribaron la mayor parte de los esprínteres. La organización, en ambas ocasiones aplicó una regla (ya preestablecida) y permitió que continuaran en carrera ya que más del 20% del pelotón se encontraba en esa situación. Igualmente se les aplicó una penalización y se les descontó 20 puntos en la clasificación por puntos en cada una de las etapas.

## Alberto Contador y el Caso Contador
A pesar de que Alberto Contador no diese positivo en esta carrera ni en las anteriores durante el año, el 6 de febrero de 2012 la UCI, a instancias del TAS, decidió anular todos los resultados del ciclista español durante el 2011 debido a su positivo por clembuterol en el Tour de Francia 2010.
Por lo tanto oficialmente Contador fue desclasificado de la ronda francesa con la indicación "0 DSQ" (descalificado) aunque indicando el tiempo y puntos de las clasificaciones parciales y finales. En la que había sido segundo en la 4.ª etapa y tercero en la 19.ª y 20.ª etapas como resultados parciales más destacados; además, fue quinto de en general como resultado final más destacado. Todos sus resultados parciales fueron anulados y su puesto quedó vacante excepto en la de la clasificación general diaria y final que en ese caso su exclusión supuso que los corredores que quedaron por detrás de él (hasta el 21º) subiesen un puesto en la clasificación, quedando vacante la vigesimoprimera posición. Teniendo su participación solo incidencia en la clasificación por equipos como suele ser habitual en estos casos de expulsión de corredores.
Esta sanción no tuvo incidencia en el UCI World Ranking debido a que la temporada ya había finalizado cuando se decidió la sanción, sin embargo la UCI anunció que estudiaría la descalificación del Team Saxo Bank como equipo de categoría UCI ProTour ya que Alberto reunía el 68% de los puntos con el que equipo logró estar en dicha categoría en el 2012.

## Reparto de premios
Un total de 3.412.546 euros fueron distribuidos a lo largo de este Tour. Al comienzo, cada equipo recibió 51.243€, más 1.600€ por corredor a cada equipo que finalizase con al menos siete corredores en París.
| Clasificación | 1.        | 2.        | 3.        | 4.       | 5.       | 6.       | 7.       | 8.      | 9.      | 10.     | Nota                               | Por día |
| ------------- | --------- | --------- | --------- | -------- | -------- | -------- | -------- | ------- | ------- | ------- | ---------------------------------- | ------- |
| General       | 450 000 € | 200 000 € | 100 000 € | 70 000 € | 50 000 € | 23 000 € | 11 500 € | 7 600 € | 4 500 € | 3 800 € | Hasta el último clasificado (400€) | 350 €   |
| Puntos        | 25 000 €  | 15 000 €  | 10 000 €  | 4 000 €  | 3 500 €  | 3 000 €  | 2 500 €  | 2 000 € | –       | –       | –                                  | 300 €   |
| Montaña       | 25 000 €  | 15 000 €  | 10 000 €  | 4 000 €  | 3 500 €  | 3 000 €  | 2 500 €  | 2 000 € | –       | –       | –                                  | 300 €   |
| Jóvenes       | 20 000 €  | 15 000 €  | 10 000 €  | 5 000 €  | –        | –        | –        | –       | –       | –       | –                                  | 300 €   |
| Equipos       | 50 000 €  | 30 000 €  | 20 000 €  | 12 000 € | 8 000 €  | –        | –        | –       | –       | –       | –                                  | –       |
| Combatividad  | 20 000 €  | –         | –         | –        | –        | –        | –        | –       | –       | –       | –                                  | –       |

| Posición                              | 1.       | 2.      | 3.      | 4.      | 5.    | 6.    | 7.    | 8.    | 9.    | 10.   | Nota                                      |
| ------------------------------------- | -------- | ------- | ------- | ------- | ----- | ----- | ----- | ----- | ----- | ----- | ----------------------------------------- |
| Posición en la Etapa                  | 8 000 €  | 4 000 € | 2 000 € | 1 200 € | 830 € | 780 € | 730 € | 670 € | 650 € | 600 € | Decreciendo hasta la 20° posición (200 €) |
| Contrarreloj individual o por equipos | 10 000 € | 5 000 € | 2 500 € | 1 000 € | 800 € | 700 € | 600 € | 600 € | 500 € | 500 € | Decreciendo hasta la 20° posición (200 €) |
| Sprint intermedio                     | 1 500 €  | 1 000 € | 500 €   | –       | –     | –     | –     | –     | –     | –     | 1 sprint intermedio por etapa             |
| Premio de montaña HC                  | 800 €    | 450 €   | 300 €   | –       | –     | –     | –     | –     | –     | –     |                                           |
| Premio de montaña 1.ª cat.            | 650 €    | 400 €   | 150 €   | –       | –     | –     | –     | –     | –     | –     |                                           |
| Premio de montaña 2.ª cat.            | 500 €    | 250 €   | –       | –       | –     | –     | –     | –     | –     | –     |                                           |
| Premio de montaña 3.ª cat.            | 300 €    | –       | –       | –       | –     | –     | –     | –     | –     | –     |                                           |
| Premio de montaña 4.ª cat.            | 200 €    | –       | –       | –       | –     | –     | –     | –     | –     | –     |                                           |
| Mejor Joven                           | 500 €    | –       | –       | –       | –     | –     | –     | –     | –     | –     | Para el mejor joven de la etapa           |
| Combatividad                          | 2 000 €  | –       | –       | –       | –     | –     | –     | –     | –     | –     | No se entrega en contrarreloj             |
| Equipos                               | 2 800 €  | –       | –       | –       | –     | –     | –     | –     | –     | –     | Mejor equipo de la etapa                  |

- Premios Especiales

Premio Jacques-Goddet y Henri-Desgrange respectivamente por el Col du Tourmalet y por el Col du Galibier. Para el primero en coronar el ascenso: 5000 €.
En este aspecto, al final de la carrera, destacaron el BMC Racing (ganador con Cadel Evans) y el Leopard Trek (con Andy Schleck y Fränk Schleck en el podio final) con una ganancia total de 493.990 euros y 395.310 euros respectivamente.

## UCI WorldTour
Este Tour de Francia otorgó puntos para el UCI WorldTour 2011 a los corredores de los equipos de la categoría UCI ProTour pero no a los de los equipos de categoría Profesional Continental (ya que es una clasificación cerrada para los equipos de la máxima categoría). La clasificación del UCI WorldTour es tenida en cuenta para los cupos al Campeonato Mundial de Ciclismo en Ruta de 2011 y para los Juegos Olímpicos de Londres 2012.
| Posición              | 1°  | 2°  | 3°  | 4°  | 5°  | 6° | 7° | 8° | 9° | 10° | 11° | 12° | 13° | 14° | 15° | 16° | 17° | 18° | 19° | 20° |
| Clasificación General | 200 | 150 | 120 | 110 | 100 | 90 | 80 | 70 | 60 | 50  | 40  | 30  | 24  | 20  | 16  | 12  | 10  | 8   | 6   | 4   |
| Por etapa             | 20  | 10  | 6   | 4   | 2   |    |    |    |    |     |     |     |     |     |     |     |     |     |     |     |

| #  | Corredor             | Equipo              | Pts |
| -- | -------------------- | ------------------- | --- |
| 1  | Cadel Evans          | BMC Racing          | 260 |
| 2  | Andy Schleck         | Leopard Trek        | 176 |
| 3  | Frank Schleck        | Leopard Trek        | 136 |
| 4  | Samuel Sánchez       | Euskaltel-Euskadi   | 134 |
| 5  | Alberto Contador     | Saxo Bank Sungard   | 122 |
| 6  | Mark Cavendish       | HTC-Highroad        | 112 |
| 7  | Damiano Cunego       | Lampre-ISD          | 80  |
| 8  | Ivan Basso           | Liquigas-Cannondale | 78  |
| 9  | Edvald Boasson Hagen | Sky                 | 62  |
| 10 | Tom Danielson        | Garmin-Cervélo      | 60  |

| 11 | Thor Hushovd           | Garmin-Cervélo     | 56 |
| 12 | Jean-Christophe Péraud | Ag2r La Mondiale   | 50 |
| 13 | Philippe Gilbert       | Omega Pharma-Lotto | 46 |
| 14 | André Greipel          | Omega Pharma-Lotto | 42 |
| 15 | Tyler Farrar \|        | Garmin-Cervélo     | 40 |
| 16 | Jelle Vanendert        | Omega Pharma-Lotto | 34 |
| 17 | José Joaquín Rojas     | Movistar           | 26 |
| 18 | Tony Martin            | HTC-Highroad       | 24 |
|    | Kevin De Weert         | Quick Step         | 24 |
| 20 | Rui Costa              | Movistar           | 20 |
|    | Luis León Sánchez      | Rabobank           | 20 |
|    | Romain Feillu          | Vacansoleil        | 20 |
| 23 | Alessandro Petacchi    | Lampre             | 16 |
| 24 | Ryder Hesjedal         | Garmin-Cervélo     | 14 |
| 25 | Haimar Zubeldia        | RadioShack         | 12 |
| 26 | Matthew Goss           | HTC-Highroad       | 10 |
|    | Bauke Mollema          | Rabobank           | 10 |
|    | Christian Vande Velde  | Garmin-Cervélo     | 10 |
|    | Peter Velits           | HTC-Highroad       | 10 |
| 30 | Alexandre Vinokourov   | Astana             | 6  |
|    | Rigoberto Urán         | SKY                | 6  |
| 32 | Sébastien Hinault      | Ag2r La Mondiale   | 4  |
|    | Denis Galimzyanov      | Katusha            | 4  |
|    | Lars Bak               | HTC-Highroad       | 4  |
|    | Daniel Oss             | Liquigas           | 4  |
|    | Thomas De Gendt        | Vacansoleil        | 4  |
| 37 | Geraint Thomas         | SKY                | 2  |
|    | Jurgen Van den Broeck  | Omega Pharma-Lotto | 2  |
|    | Jérôme Pineau          | Quick Step         | 2  |
|    | Sylvain Chavanel       | Quick Step         | 2  |
|    | Richie Porte           | Saxo Bank Sungard  | 2  |
|    | Mijaíl Ignátiev        | Katusha            | 2  |
|    | Fabian Cancellara      | Leopard Trek       | 2  |

| Pos | ciclista             | Equipo             | Puntos |
| --- | -------------------- | ------------------ | ------ |
| 1   | Cadel Evans          | BMC Racing         | 574    |
| 2   | Alberto Contador     | Saxo Bank Sungard  | 471    |
| 3   | Philippe Gilbert     | Omega Pharma-Lotto | 402    |
| 4   | Michele Scarponi     | Lampre-ISD         | 348    |
| 5   | Samuel Sánchez       | Euskaltel-Euskadi  | 297    |
| 6   | Joaquim Rodríguez    | Katusha Team       | 288    |
| 7   | Frank Schleck        | Leopard Trek       | 262    |
| 8   | Andy Schleck         | Leopard Trek       | 252    |
| 9   | Fabian Cancellara    | Leopard Trek       | 250    |
| 10  | Alexandre Vinokourov | Astana             | 230    |